# グダフ・ツェガイ
グダフ・ツェガイ・デスタ (アムハラ語: ጉዳፉ ፀጋይ ደስታ、英語: Gudaf Tsegay Desta、1997年6月23日 - )は、エチオピアの中距離走、長距離走選手。現在の女子5000メートル競走の世界記録保持者である（14分00秒21、2023年のダイヤモンドリーグの最終戦で、オレゴン州、ユージーンで開催されたプレフォンテーン・クラシックで記録）。同じくユージーンで開催された2022年の世界陸上の5000メートル競走では金メダルを獲得した。世界陸上においては、2023年の10,000mにおいて金メダルを、2019年の1500mにおいて銅メダル、2022年の1500mにおいて銀メダルを獲得している。2020年東京オリンピックにおいては、女子5000メートル競走で銅メダルを獲得した。世界室内陸上競技選手権大会の1500メートルで2度メダリストになっている（2016年に銅メダル、2022年に金メダル）。1500メートルの室内世界記録保持者であり、この種目で18歳以下と20歳以下の記録を樹立している（18歳以下の記録は現在も保持している）。